# 托莱多站 (那不勒斯地铁)
托莱多站（Toledo）是那不勒斯地铁1号线的一个车站，2012年开通，得名于附近的托莱多街（Via Toledo）。
2013年，托莱多站获得2013年欧洲杰出建筑师论坛奖（LEAF Award）的年度公共建筑。